# Rucantores
Rucantores is een studentenclub voor studenten en oud-studenten van de buitencampussen van de Universiteit Antwerpen (campussen Middelheim, Groenenborger en Drie Eiken). Rucantores heeft als doel het organiseren van cantussen. De club werd opgericht op 30 april 1987 en is hiermee de oudste nog actieve studentenclub in Antwerpen die zich zuiver toelegt op het organiseren van cantussen. De clubkleuren zijn rood-wit-groen. In het schild van de club vindt men links het symbool van de stad Antwerpen, rechts het monogram.
In de naam van de club vindt men "RUCA" en "cantores" terug. Cantores is het meervoud van cantor, de latijnse benaming voor zanger. Het RUCA (Rijksuniversitair Centrum Antwerpen) was een van de drie universiteiten van Antwerpen, die in 2003 gefuseerd zijn tot de Universiteit Antwerpen. Het RUCA komt overeen met de huidige campussen Middelheim en Groenenborger.

## Werking
De cantussen van Rucantores verlopen in grote lijnen volgens de regels vooropgesteld in de blauwe bladzijden van de KVHV-codex. Zoals bij de andere clubs van de buitencampussen worden deze regels echter minder strikt toegepast.
Er zijn open en gesloten cantussen. Op een open cantus is iedereen welkom die gedoopt is bij een studentenclub. Deze cantussen zijn toegankelijk voor zowel mannen als vrouwen. De gesloten cantussen zijn enkel toegankelijk voor leden, schachten en genodigden. De traditie van de Rucantores verbiedt de toegang voor vrouwen tot gesloten cantussen.
Genodigde wordt men op uitnodiging van een praesidiumlid of na het bijwonen van minstens drie open cantussen. Schacht wordt men op aanvraag en na stemming door de leden. Lid wordt men na het doorstaan van een speciale doop, die onder andere een codex-examen omvat. Het exacte verloop van deze doop is enkel gekend door de leden van Rucantores.
De organisatie van de activiteiten gebeurt zoals bij elke studentenclub door het praesidium van de club. In tegenstelling tot de meeste Antwerpse studentenclubs heeft bij Rucantores enkel de praeses een lint van 12 cm breed waarop een schild is genaaid. De overige praesidiumleden hebben een lint van 6 cm breed zonder schild.

## Codex
Rucantores heeft een eigen codex (liederenboek). Hierin staan liederen die niet opgenomen zijn in de KVHV-codex of de Rode Codex, uitgegeven door de Kring Der Alchemisten (KDA). De nieuwste (derde) editie is uitgegeven in september 2009. Deze editie bevat vele nieuwe teksten, omdat een groot deel van de teksten uit de vorige editie overgenomen is in de Rode Codex editie 2005.
De oorspronkelijke reden om een eigen codex te ontwerpen, kwam voort uit de eerder Katholiek en Vlaams geïnspireerde visie van de KVHV-codex. Hierdoor werden bepaalde goede cantusliederen "vergeten". Voor de eerste editie van de Rucantores codex werden onder andere liederen geleend uit de Codex Studiosorum Bruxellensis. Deze codex was ontworpen door studenten aan de Erasmushogeschool Brussel en de Brusselse studenten van de VUB, een pluralistisch en een vrijzinnig instituut. Het RUCA was destijds een godsdienstig neutraal instituut.